# ファンキー・モンキー 寛平先生が行く!
『ファンキー・モンキー 寛平先生が行く!』（ファンキー・モンキー かんぺいせんせいがゆく!）は、1992年4月5日から1993年3月27日まで朝日放送（ABCテレビ）の『日曜笑劇場』で放送されていたコメディ番組である。

## 概要
間寛平主演の映画およびVシネマ作品『ファンキー・モンキー・ティーチャー』（原作：もりやまつる）がシリーズ化したのを受け、これと同じフォーマットで舞台演劇化したのが本番組である。しかしながら、『日曜笑劇場』の放送番組という性質上、内容は吉本新喜劇風にアレンジされており、毎回ゲストを招いてのコテコテのコントを展開していた。
本番組でも寛平は学校の教師役を務めており、ギャグを交えながら授業をしていた。ちなみに、クラスはA組・B組の2クラスのみだった。寛平はよく福岡ダイエーホークスのジャンパーを羽織っていた。同じくレギュラーメンバーだった桑原和男は校長役で出演していた。このため、近年は男役で新喜劇に出演することが非常に少ない桑原が男役のみで出演した、数少ない新喜劇関連番組となっている。放送第18回「さんまディレクター登場」では、寛平たちレギュラーメンバーのほかに、明石家さんま、村上ショージ、内場勝則、島田珠代、ナインティナインの岡村隆史と矢部浩之、バッファロー吾郎の木村明浩と竹若元博がゲスト出演した。
前番組『松ちゃん浜ちゃんの純情通り三番地』の放送開始によって4年半ぶりの復活を果たした『日曜笑劇場』であるが、本番組の最終回をもって再び休止状態に入った。

## 出演者
- 間寛平
- 山崎邦正（TEAM-0）
- 軌保博光（TEAM-0）
- 島田珠代
- ジミー大西
- 池乃めだか
- 桑原和男
- 帯谷孝史
- 島木譲二
- ほか

## 主題歌
- ファンキー・モンキー・ロックンロール（歌：間寛平とファンキーモンキーズ） - 映画『ファンキー・モンキー・ティーチャー』シリーズと共通。

## 放送局

### テレビ朝日系列局
- 朝日放送 - 製作局。
- 北陸朝日放送
- 静岡朝日テレビ
- 広島ホームテレビ - テレビ朝日との同時ネット番組を編成していた関係上、一時異時ネットを行っていた。
- 鹿児島放送

### 系列外局
- テレビ神奈川
- 福井テレビ